# تل کمبتری
تل کمبتری (به عربی: تل کمبتری) یک روستا در سوریه است که در ناحیه مرکزی سقیلبیه واقع شده‌است. تل کمبتری ۸۵۰ نفر جمعیت دارد.